# Garajonay
Národní park Garajonay (španělsky Parque nacional de Garajonay) je španělský národní park, který se nachází v centrální části ostrova La Gomera. La Gomera je jeden ze sedmi hlavních Kanárských ostrovů.

## Předmět ochrany
Park je unikátní pro své vavřínové lesy, známé jako laurisilva; zabírá plochu okolo 40 km2. Oblast byla za národní park prohlášena v roce 1981, o pět let později byl celý park vyhlášen přírodní památkou světového dědictví. Roste zde okolo 450 druhů různých rostlin. Vždyzelené vavříny dorůstají do výšek až 20 m. Dále zde rostou především vřesovce stromovité a jalovce.

## Přístup
Na nejvyšší vrchol ostrova a parku Garajonay (1 484 m) se lze dostat po turistických trasách. Návštěvnické centrum leží blízko obce Las Rosas.

## Galerie

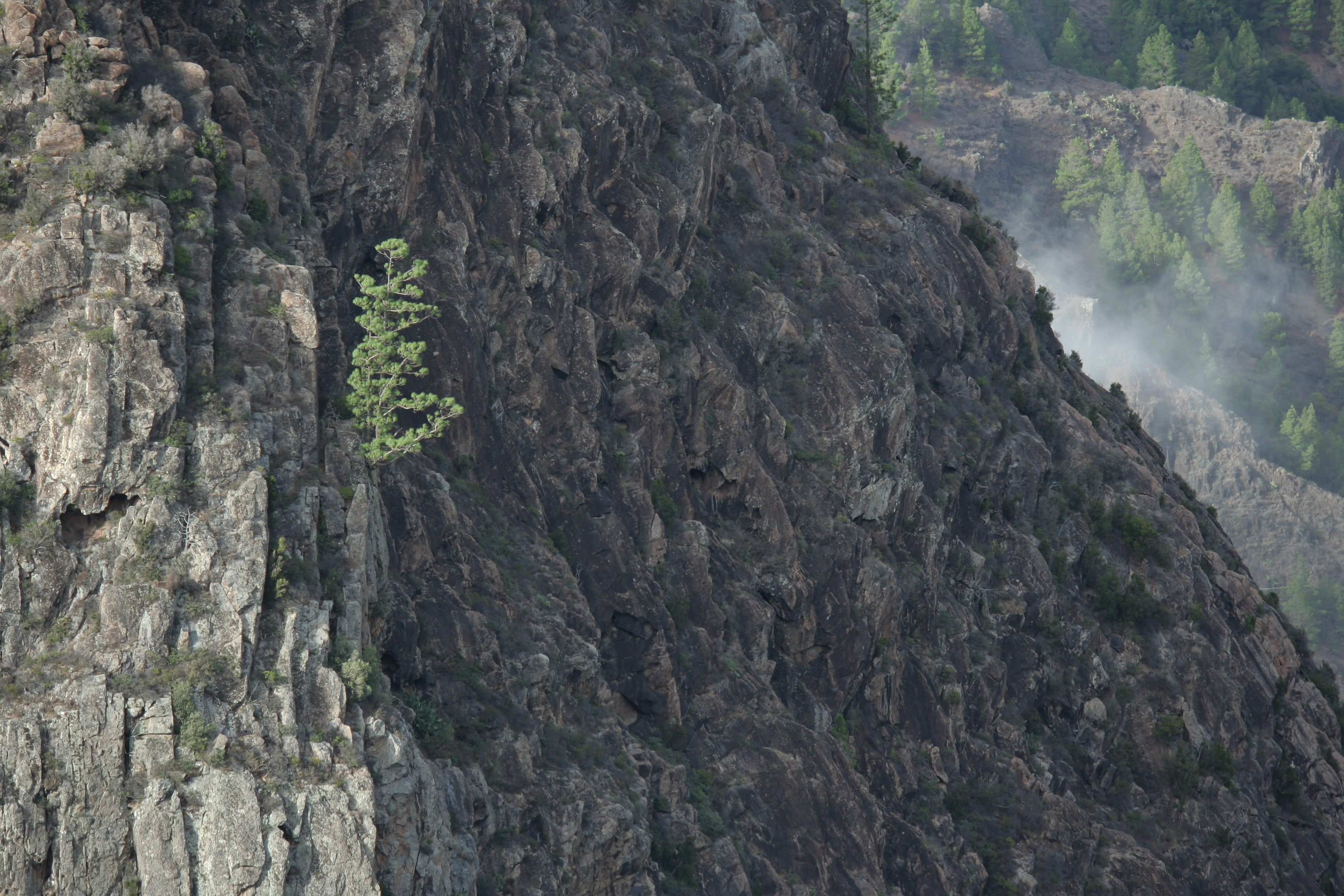
Roque Ojila
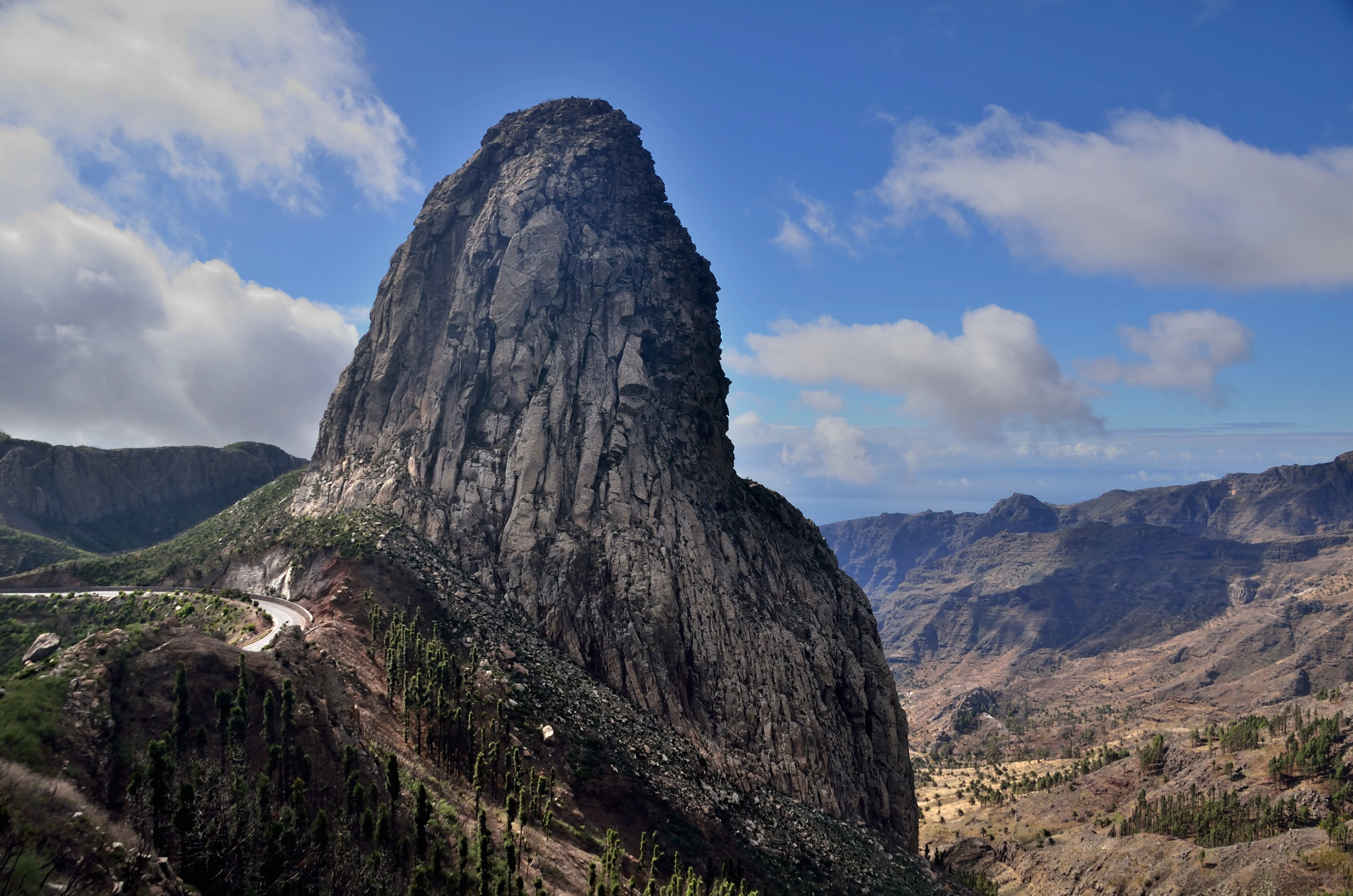
Roque de Agando
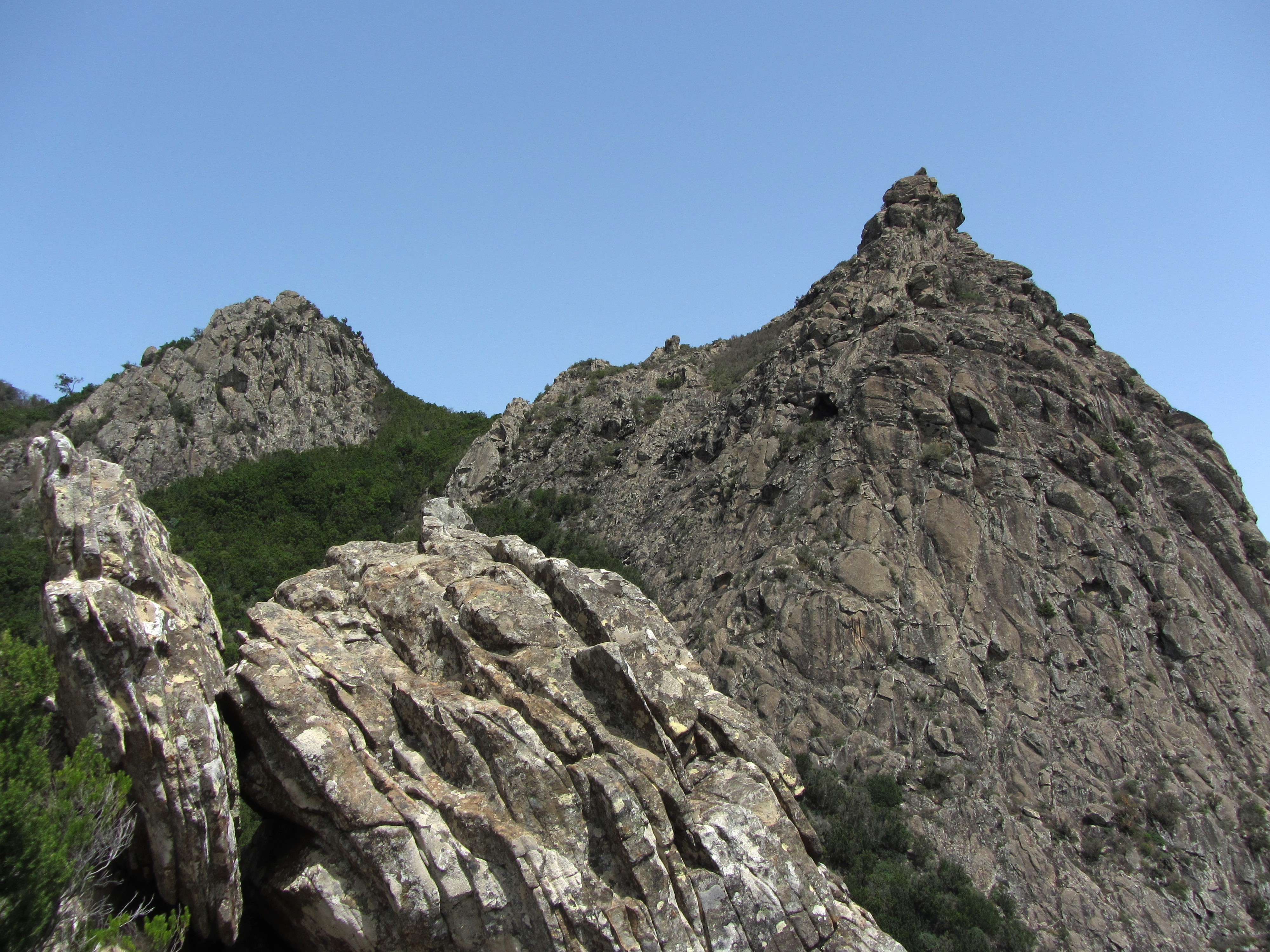
Roque de La Zarcita